# Liguster
Liguster (Ligustrum vulgare) är en art i familjen syrenväxter. Det är en liten buske som är ganska nära släkt med syren (Syringa vulgaris). En skillnad mot syren är dock att ligustern har bärformig frukt. Arten förekommer i stora delar av Europa, Nordafrika, Kaukasus och sydvästra Asien. I Skandinavien växer ligustern vild på några ställen längs Bohusläns kust och i skärgården. Förvildad återfinns arten i Halland och Västergötland. Den förekommer också på öar i Oslofjordens mynning. Ligustern bildar snår på steniga backar. 

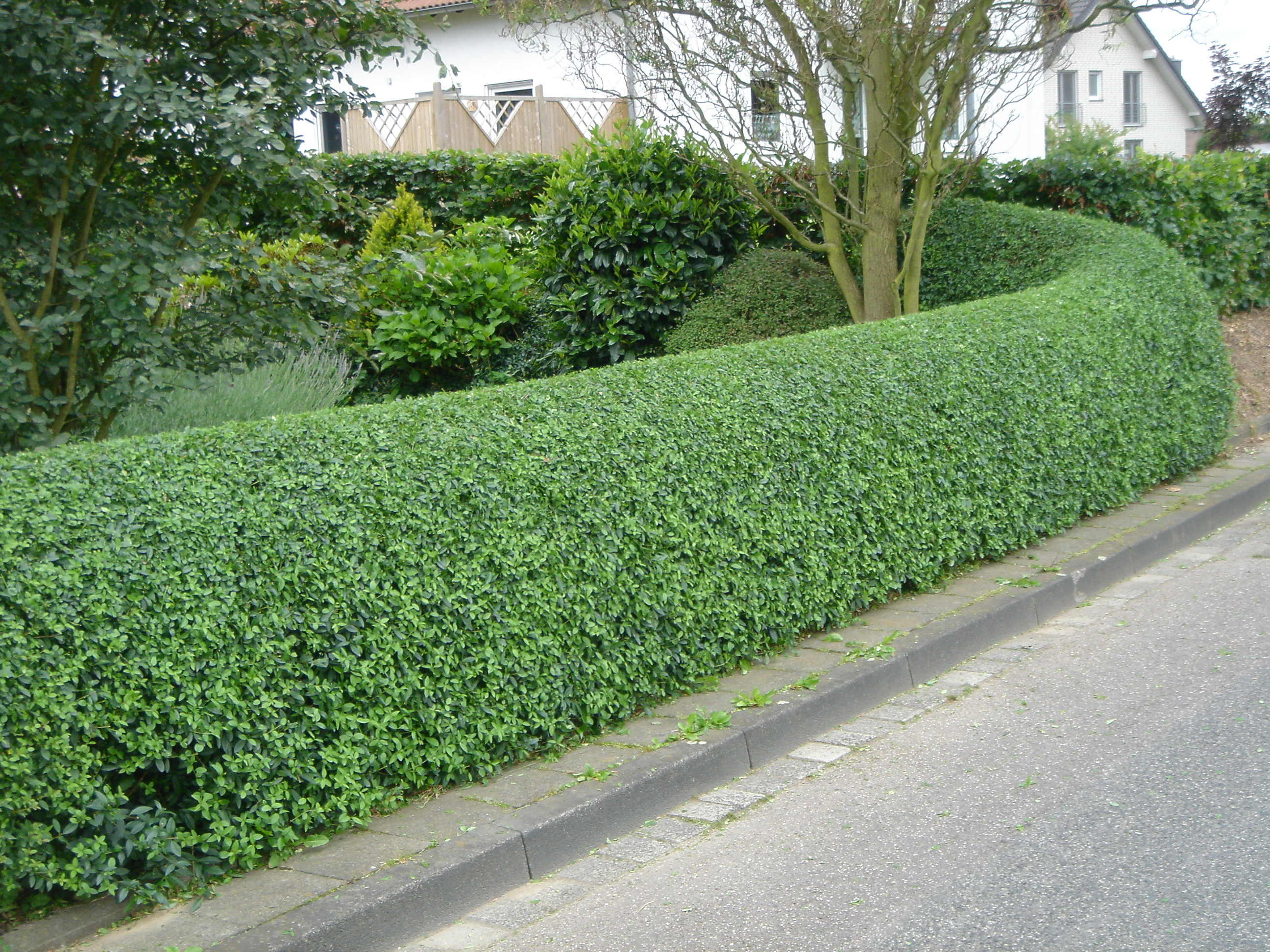
Formklippt ligusterhäck.

Arten är en vanlig trädgårdsväxt, då framför allt som formklippt häck, då den tål beskärning mycket bra.
Liguster är en lövfällande, ibland vintergrön, buske med tätt grenverk, upp till 2 m hög. Bladen är tätt sittande, kortskaftade och matt gröna, smalt ovala och helbräddade. Blommorna sitter i klasar, de kan vara toppställda eller kommer i de övre bladvecken. Blommorna är rörlika med utbrett bräm och är gräddvita till färgen. De har en sötaktig, frän doft som påminner om rönnens (Sorbus aucuparia) och oxelns (S. intermedia) blomdoft. Frukten är ett glänsande svart bär och smakar beskt. De innehåller ofta endast ett frö (fruktanlaget är 2-rummigt med 2-fröiga rum). Bären är giftiga.
I den sydligare delen av utbredningsområdet ersätts typen av vinterliguster (L. vulgare var. italicum) som tenderar att vara mer vintergrön.
Artepitetet vulgare (lat.) betyder vanlig, men ursprunget till Ligustrum är okänt. Det används som växtnamn i romerskt litteratur.
Bärens svartvioletta saft användes förr som bläck (dock inte med hållbar färg) och som svart färg på garn.

## Sorter
- Argenteum – bredbladig Liguster, vintergrön (Ligustrum ovalifolium)
- Atros – (var. italicum), vintergrön.
- Atrovirens – (syn. Ligustrum vulgare virens) vintergrön. Härdig till zon 2. (var. italicum)
- Atrovirens Compact'
- Atrovirens Select – förbättrad 'Atrovirens'.
- Aureum – har gula blad.
- Auriflorum (syn. Ligustrum vulgare lutescens)
- Buxifolium – lågväxande, ovala blad som inte blir mer än 2,5 cm långa.
- Cheyenne – Nordamerikansk, köldtålig sort. Vintergrön.
- Chlorocarpum' - med gröna bär.
- Compacta'
- Dänemark'
- Evers –  vintergrön, något lägre än 'Atrovirens'.
- Glaucum'
- Golden Drops'
- Gracila'
- Insulense – långa, smala blad 5–11 cm långa och 1–2,5 cm breda.
- Leucocarpum – har grönvita bär.
- Liga – (var. italicum) vintergrön. Härdig till zon 3.
- Listrum – , en vindtålig, lövfällande sort.
- Lodense – (syn. Ligustrum vulgare nanum)(syn. Ligustrum vulgare lutescens) tät, dvärgväxande. Sortnamnet är bildat av engelskans low och dense = låg och tät.
- Maslö
- Pendulum'
- Pyramidale – stramt upprättväxande.
- Xanthocarpum – har gula bär.

## Synonymer
För vetenskapliga synonymer, se Wikispecies.

### Webbkällor
- Den Virtuella Floran
- Liguster i Carl Lindman, Bilder ur Nordens flora (andra upplagan, Wahlström och Widstrand, Stockholm 1917–1926)
- Wikimedia Commons har media som rör Liguster.